# Gesamtanlage Altstadt Wertheim

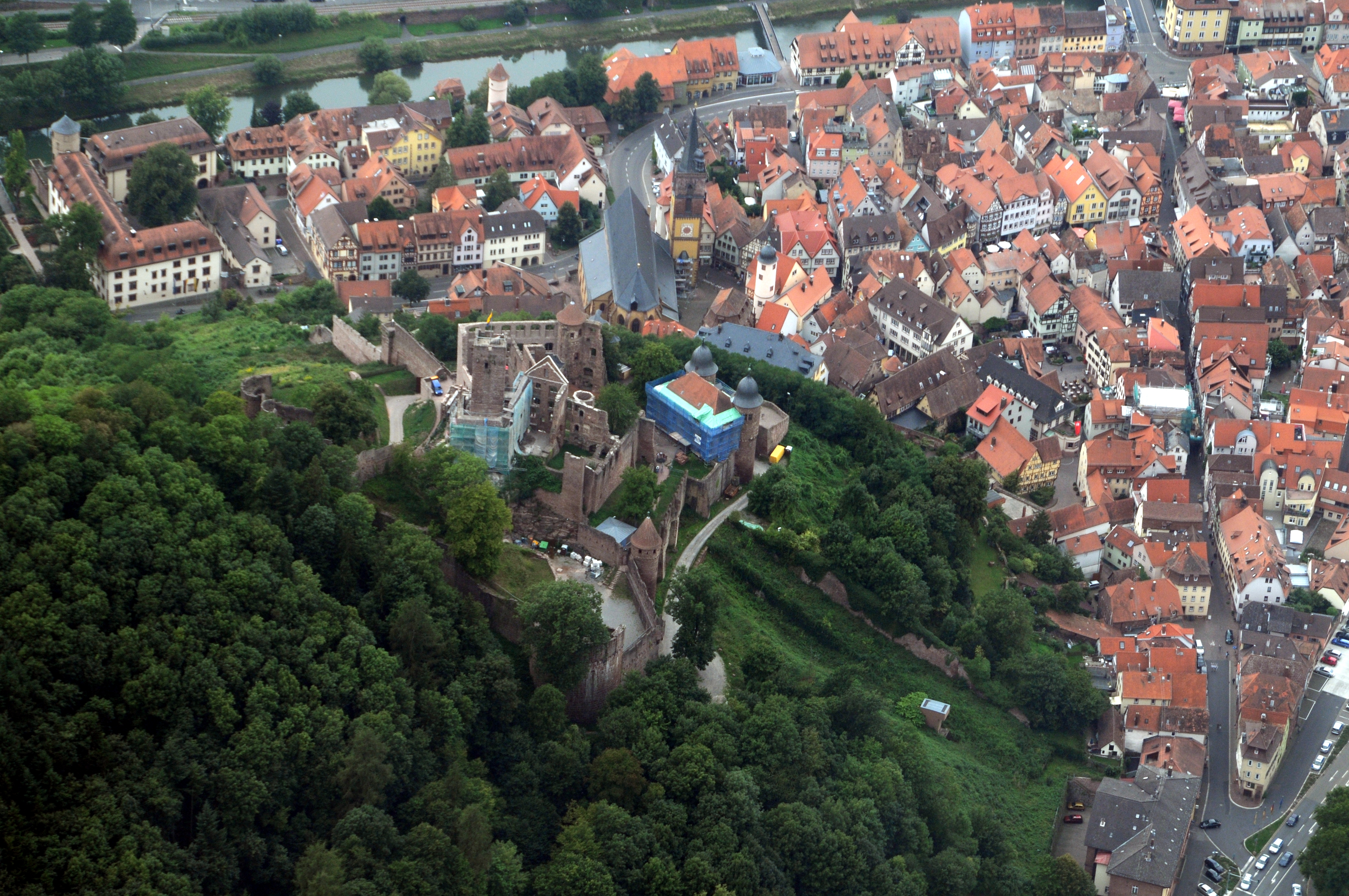
Luftbild von Burg und Altstadt

Die Gesamtanlage Altstadt Wertheim ist ein denkmalgeschütztes Ensemble in Wertheim im Main-Tauber-Kreis in Baden-Württemberg. Geschützt ist seit 1991 die einstige Burgsiedlung des späten 12./frühen 13. Jahrhunderts mit charakteristischen Stadterweiterungsgebieten des 15.–19. Jahrhunderts.

## Allgemeines
Gesamtanlagen schützen gemäß § 19 Denkmalschutzgesetz Baden-Württemberg Straßen-, Platz- und Ortsbilder, an deren Erhaltung aus wissenschaftlichen, künstlerischen oder heimatgeschichtlichen Gründen ein besonderes öffentliches Interesse besteht. Geschützt ist das überlieferte Erscheinungsbild der Gesamtanlage mit seinen Bestandteilen und Merkmalen. Neben Bauwerken zählen dazu auch Straßen- und Platzräume oder Grün- und Freiflächen. Schützenswert können außerdem die topographische Lage, der Ortsgrundriss oder eine Stadtsilhouette sein. Der Gesamtanlagenschutz umfasst bei Gebäuden nur die von außen sichtbaren Teile; bei Kulturdenkmalen innerhalb der Gesamtanlage, die zusätzlich nach anderen Bestimmungen des Gesetzes geschützt sind, ist darüber hinaus auch das Innere Gegenstand des Denkmalschutzes.

## Beschreibung
Den Mittelpunkt der Gesamtanlage bildet die mittelalterliche Kernstadt zu Füßen der Burgruine, welche sich auf einem Bergsporn südöstlich über dieser erhebt. Diese die Stadt beherrschende Burgruine samt den Resten der einst mächtigen Befestigungsanlage sind ebenso erhalten, wie der sehr gut überlieferte Baubestand des 16.–19. Jahrhunderts und der historische Stadtgrundriss. Die unmittelbare Lage am Main bestimmt über Jahrhunderte hinweg das Schicksal Wertheims und sorgt gerade im 16. Jahrhundert für eine wirtschaftliche Blüte. Die historische Bau- und Raumstruktur sowie die kulturlandschaftliche Einbettung begründen damit die Qualität der Stadt als Gesamtanlage gemäß § 19 Denkmalschutzgesetz (DSchG).
Teile der Gesamtanlage Wertheim:

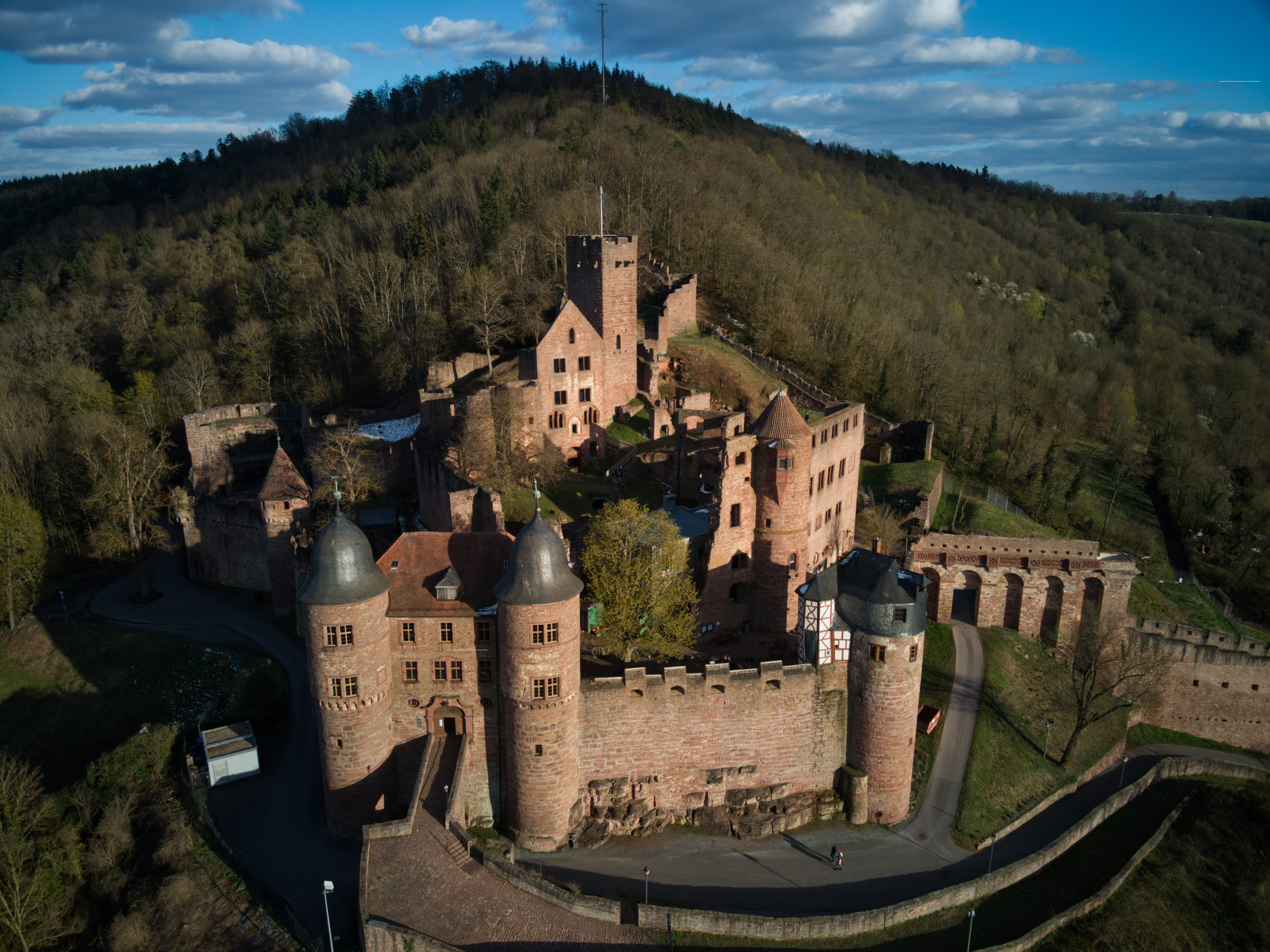
Burg Wertheim
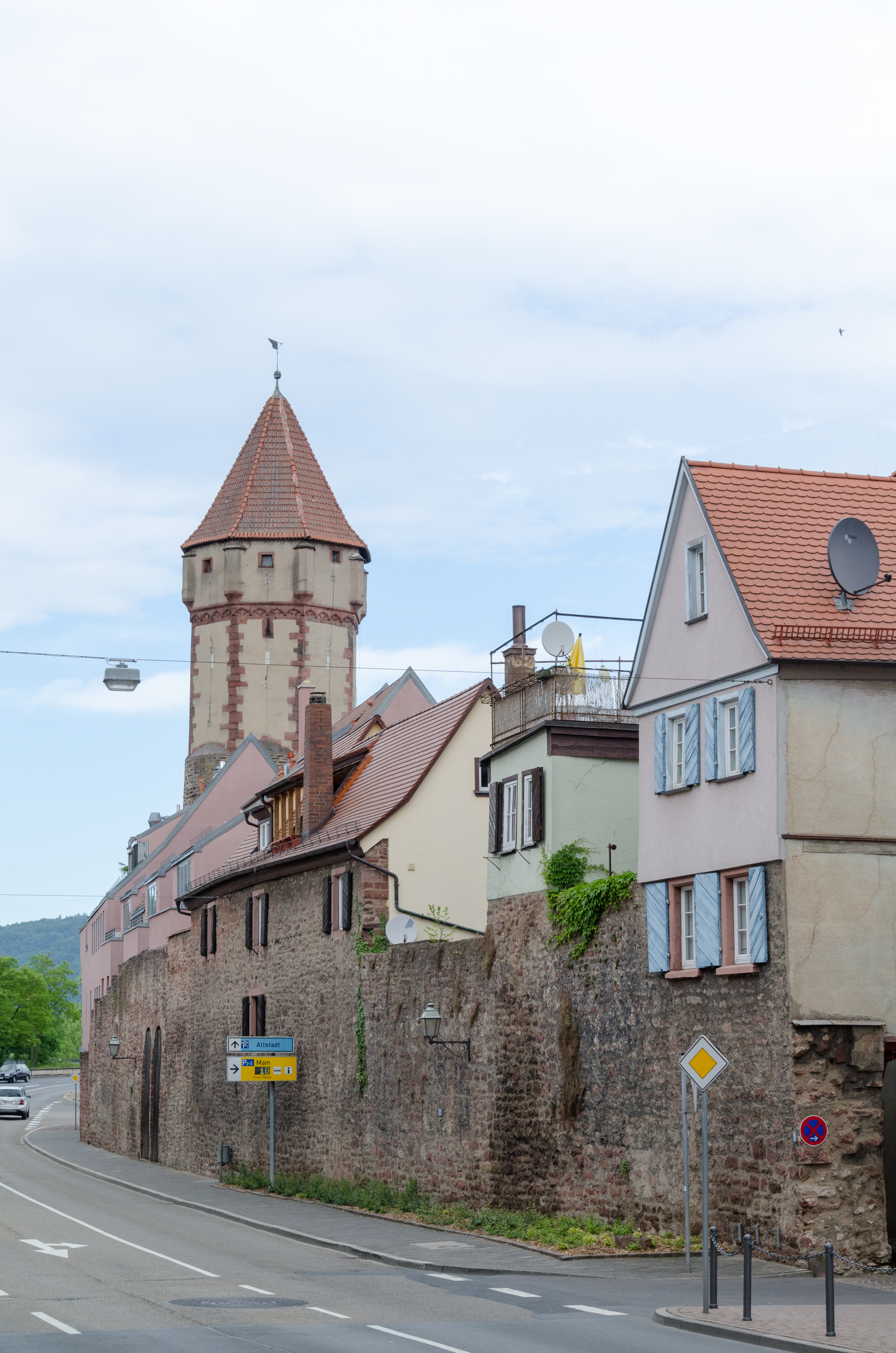
Spitzer Turm
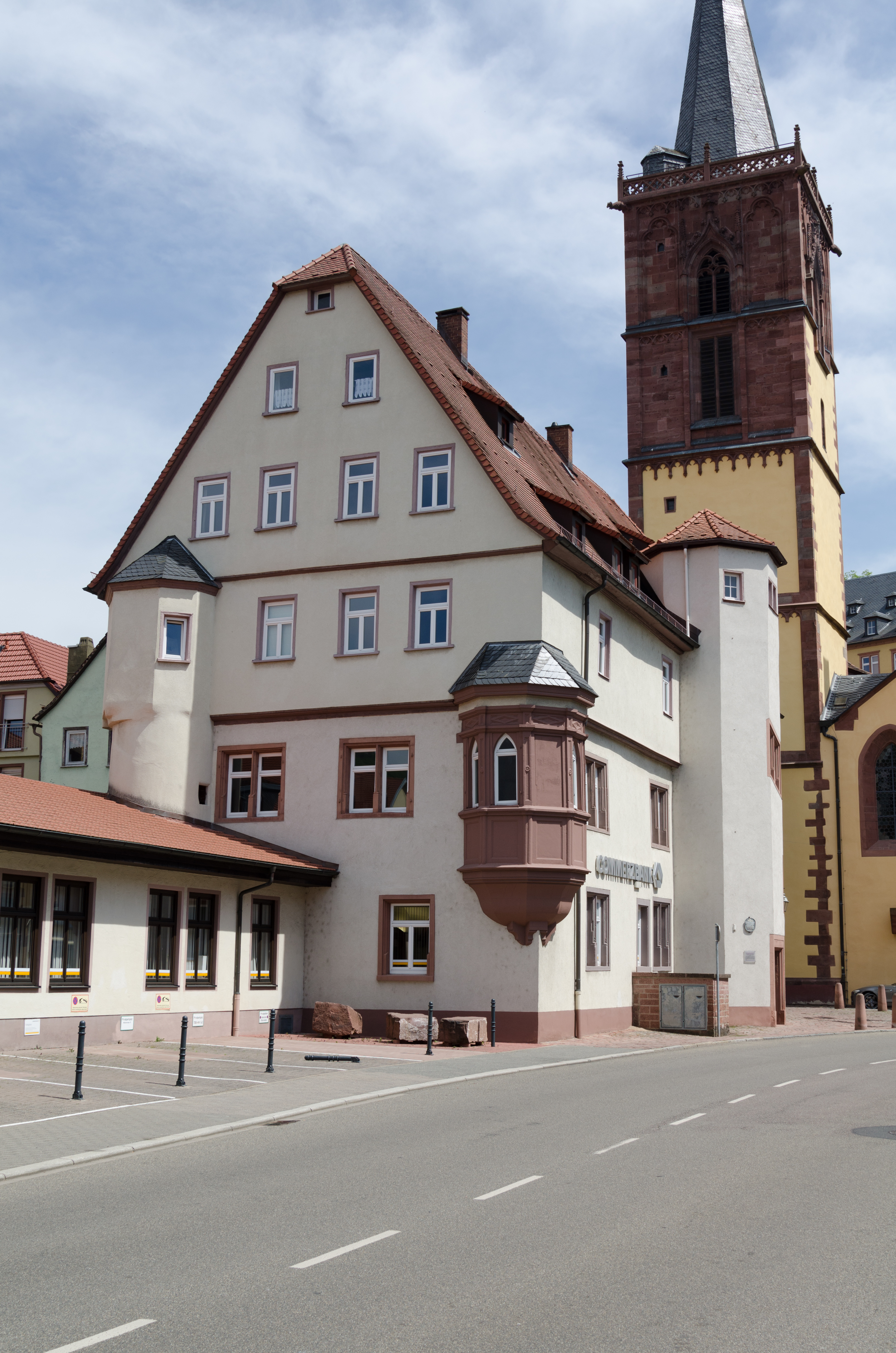
Erbgrafenhaus
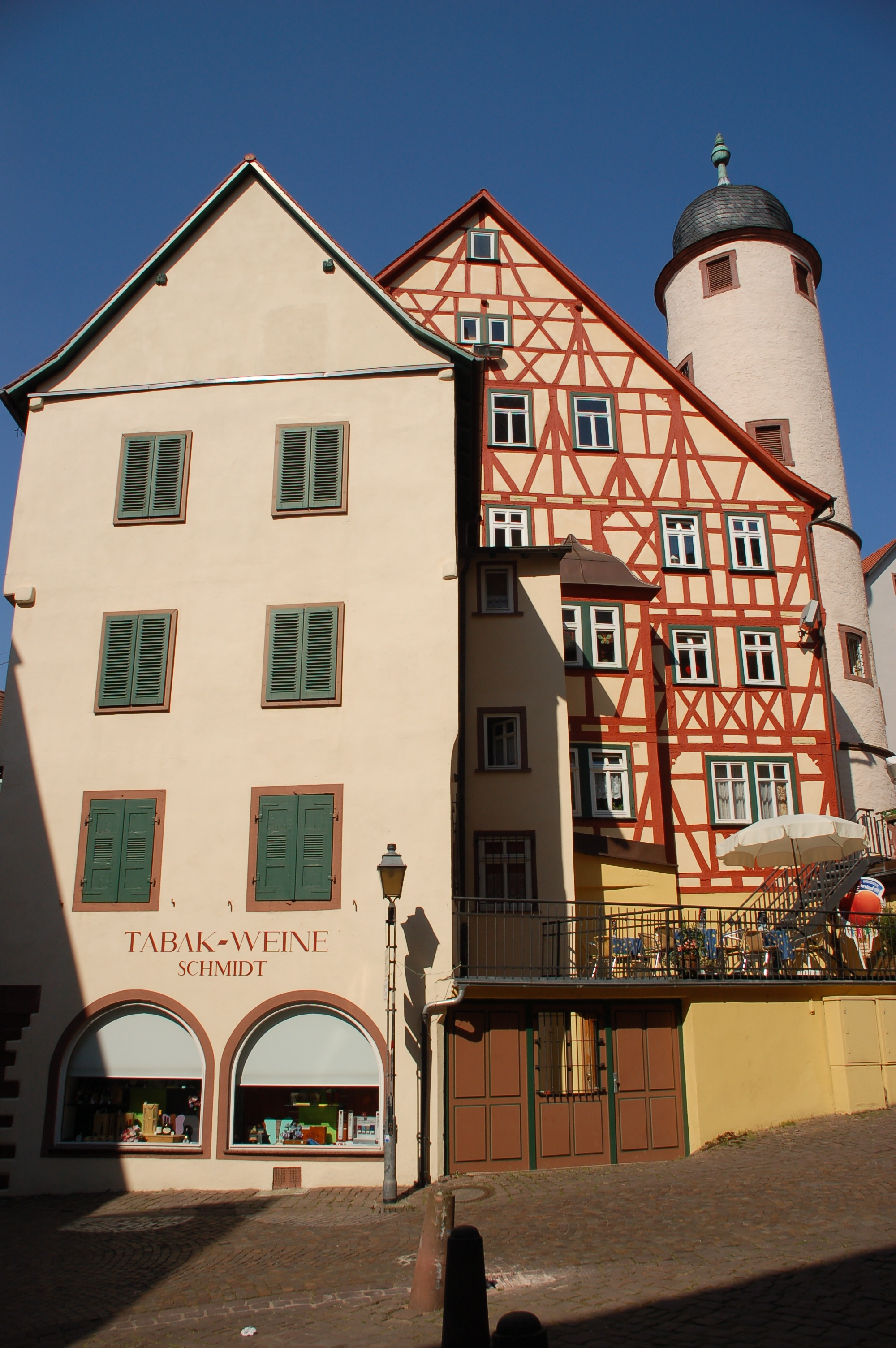
Klinkards- und Rankenhof
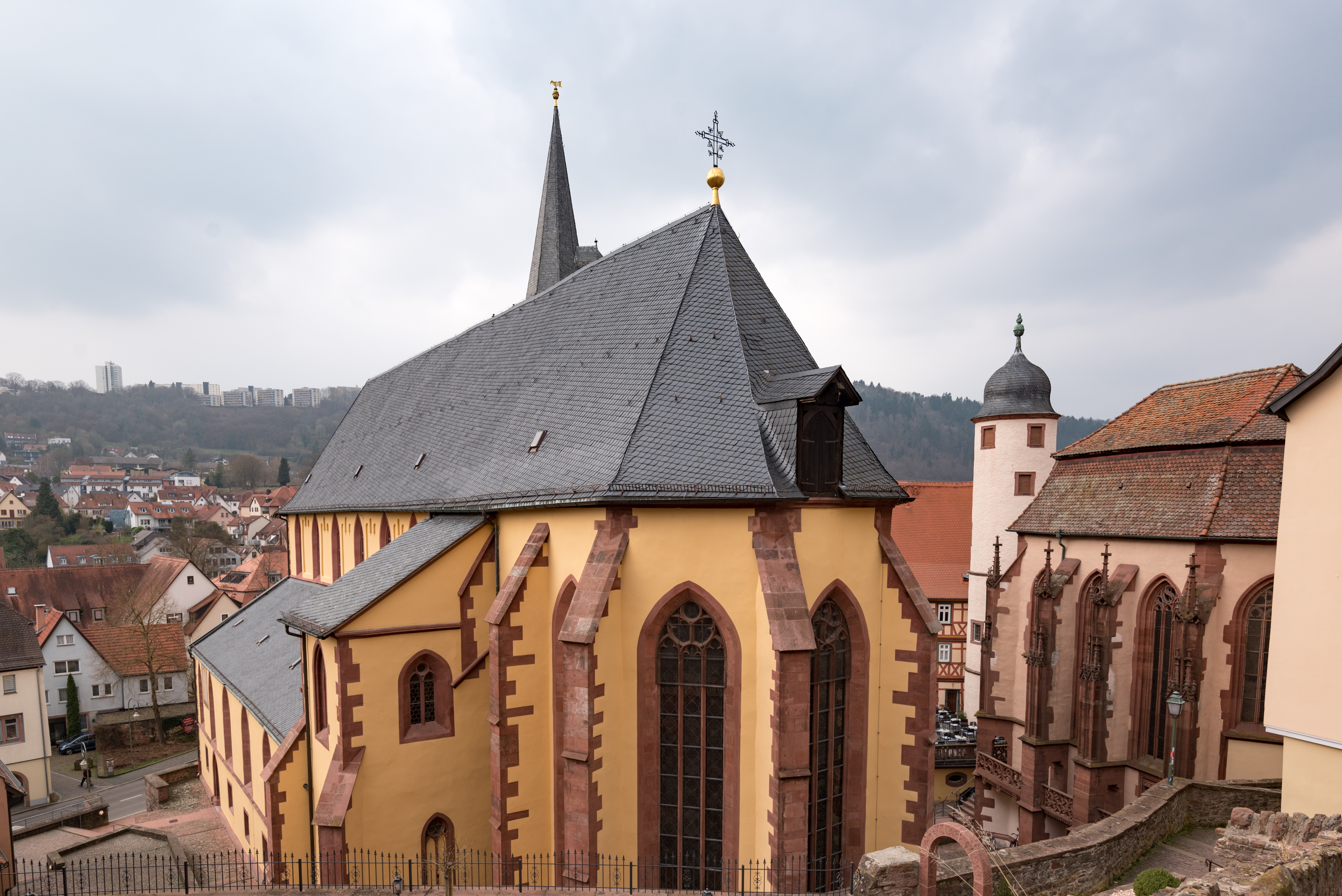
Stiftskirche St. Maria
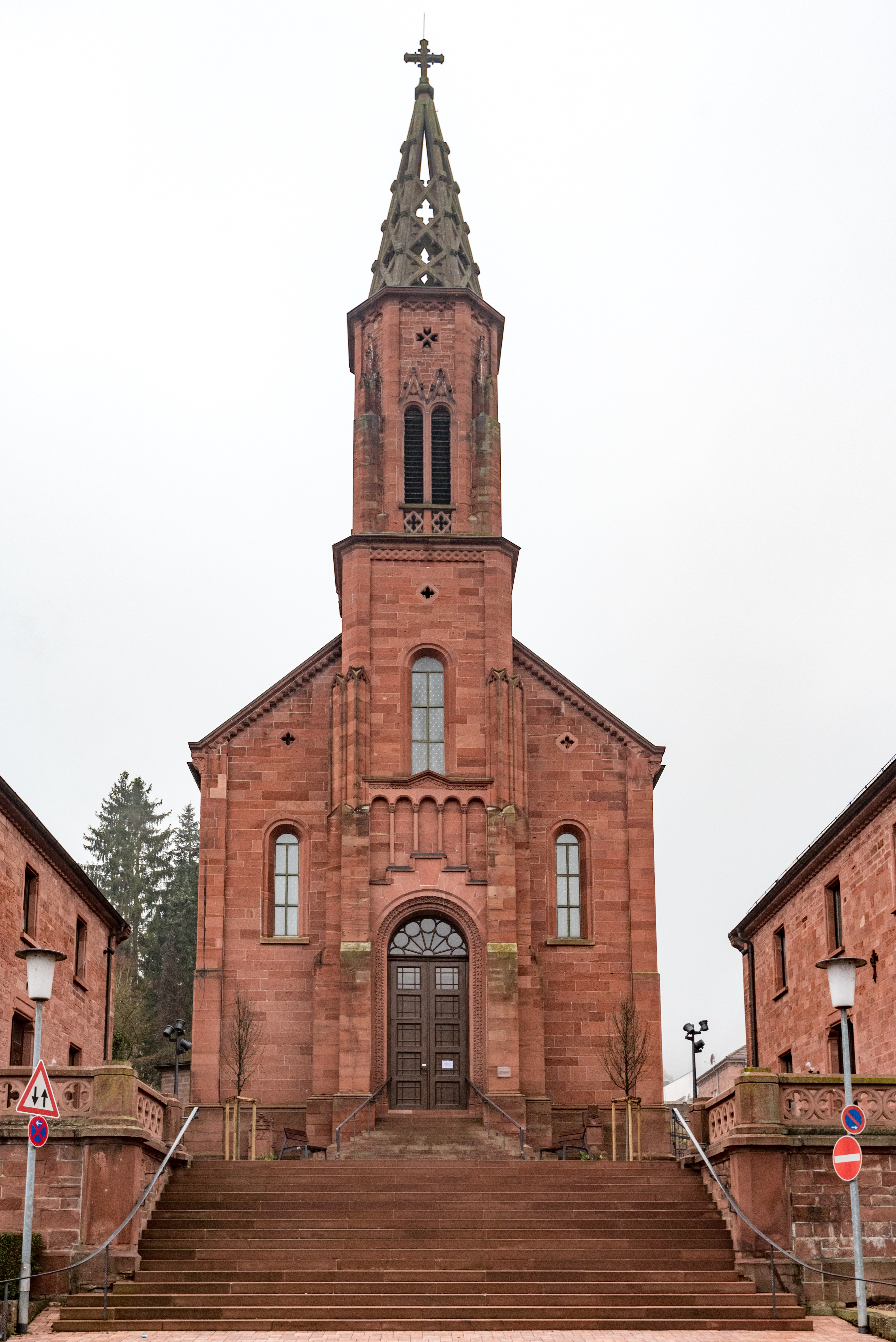
St. Venantius
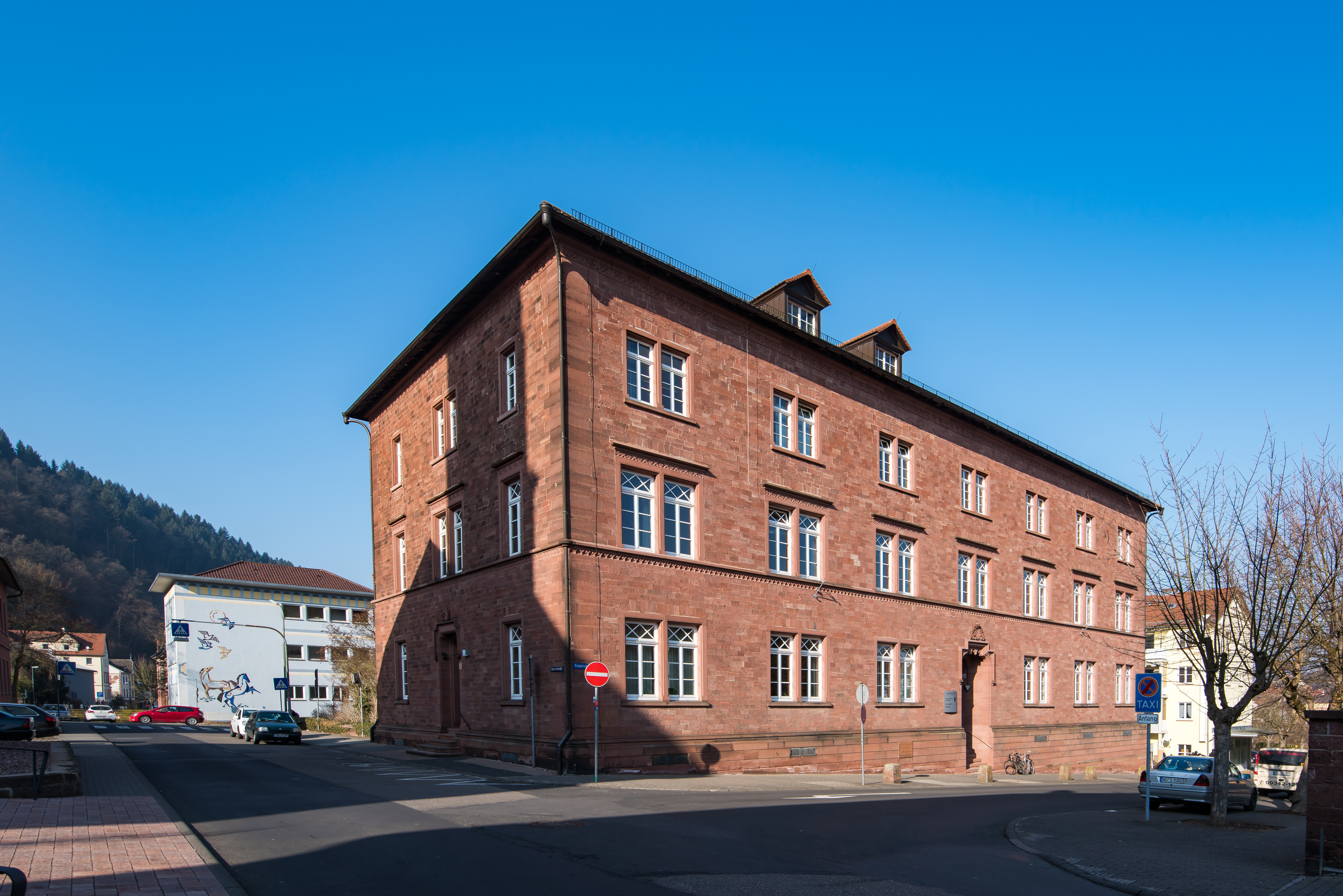
Amtsgericht